# Kinnareemimus khonkaenensis
Il kinnareemimo (Kinnareemimus khonkaenensis) è un dinosauro saurischio, appartenente agli ornitomimosauri (o dinosauri – struzzo). Visse nel Cretaceo inferiore (Valanginiano/Hauteriviano, circa 130 milioni di anni fa) e i suoi resti fossili sono stati ritrovati in Thailandia. Rappresenta uno dei più antichi dinosauri – struzzo.

## Descrizione

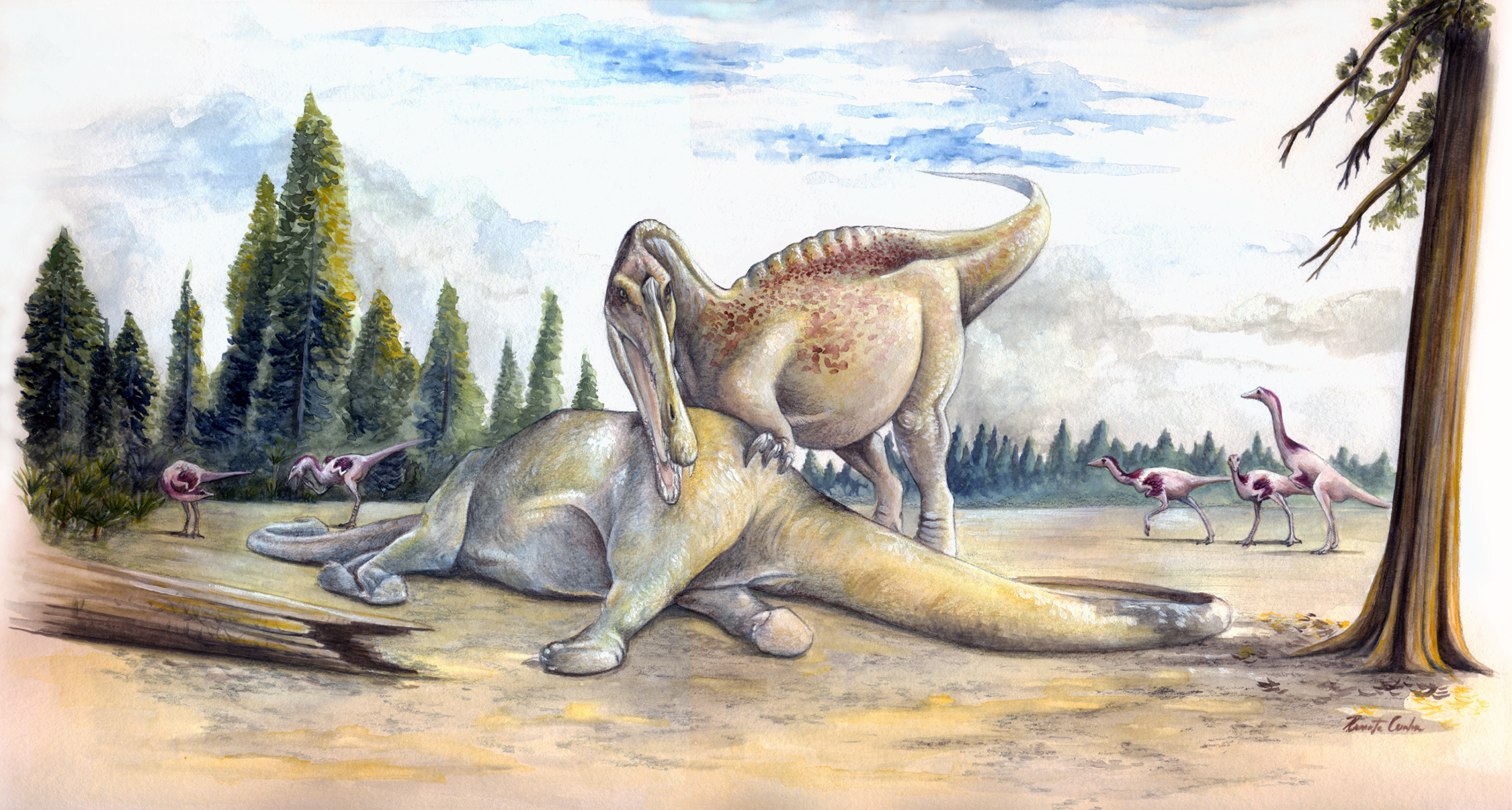
Ricostruzione di uno spinosauride su una carcassa di sauropode, con esemplari di Kinnareemimus sullo sfondo

I fossili di questo animale sono incompleti e frammentari, ma sufficienti a permettere una parziale ricostruzione: le parti conosciute (vertebre, ossa pelviche e zampe posteriori) hanno consentito di indicare che Kinnareemimus era un rappresentante degli ornitomimosauri, un gruppo di teropodi dalle lunghe zampe posteriori e dalle caratteristiche simili a quelle degli attuali struzzi. È probabile, quindi, che Kinnareemimus possedesse un corpo snello e un collo molto lungo, sormontato da una testa piccola e dotata di un becco senza denti.

## Classificazione
Kinnareemimus è uno dei più antichi dinosauri struzzo noti, ma alcune caratteristiche scheletriche (come la forma del terzo metatarso) lo pongono tra le forme più primitive (Garudimimus, Harpymimus) e quelle un po' più evolute (Archaeornithomimus).